# تجزئة بلازما الدم

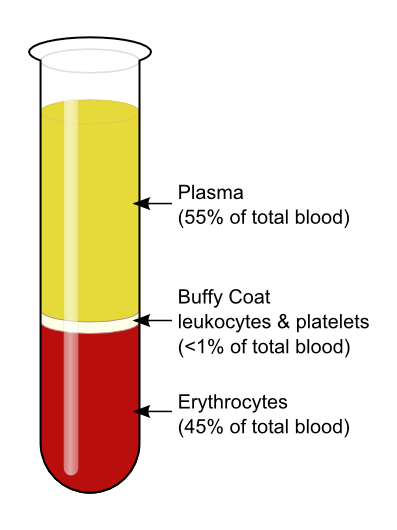

تشير تجزئة بلازما الدم إلى العمليات العامة لفصل المكونات المختلفة لبلازما الدم، والتي بدورها هي أحد مكونات الدم والتي نحصل عليها من خلال تجزئة الدم.

## بلازما الدم
بلازما الدم هي المكون السائل في الدم، وتشكل حوالي 55 ٪ تقريبا من إجمالي حجم الدم. ويتكون بشكل أساسي من الماء مع كميات صغيرة من المعادن والأملاح والأيونات والعناصر الغذائية والبروتينات في المحلول. في الدم الكامل، تكون خلايا الدم الحمراء وخلايا الدم البيضاء والصفائح الدموية عالقة في البلازما.

## بروتينات البلازما
تحتوي البلازما على مجموعة كبيرة ومختلفة من البروتينات بما في ذلك الألبومين، والغلوبولين المناعي، وبروتينات التخثر مثل الفيبرينوجين. يشكل الألبومين حوالي 60٪ من إجمالي البروتين في البلازما ويوجد بتركيزات ما بين 35 و 55 ملغم / مل. وهو المساهم الرئيسي في الضغط الأسموزي للدم ويعمل كجزيء حامل للجزيئات ذات قابلية منخفضة للذوبان في الماء مثل الهرمونات القابلة للذوبان في الدهون، والإنزيمات، والأحماض الدهنية، والأيونات المعدنية، ومكونات المستحضرات الدوائية. الألبومين مستقر من الناحية التركيبية بسبب روابطه السبعة عشر ثنائية السلفيد والفريدة والذي يحتوي على أعلى قابلية للذوبان في الماء وأقل نقطة تعادل كهربائي (pI) من بروتينات البلازما. بسبب تكامل البناء الهيكلي للألبومين، فإنه يبقى مستقرًا في ظروف تتبدل فيه معظم البروتينات الأخرى.

## بروتينات البلازما للاستخدام الطبي
العديد من البروتينات في البلازما لها استخدامات علاجية مهمة.  يستخدم الألبومين عادة لتزويد والمحافظة على حجم الدم بعد الإصابة الجرحية أو الرضحية، أثناء الجراحة، وأثناء استخراج البلازما.  ولأن الألبومين أكثر بروتين متاح بكمية وفيرة في البلازما، فقد يكون استخدامه الأكثر معرفة، ولكن العديد من البروتينات الأخرى، على الرغم من وجودها بتركيزات منخفضة، يمكن أن يكون لها استخدامات طبية مهمة. انظر الجدول أدناه.
أمثلة على الاستخدامات الطبية لمكونات البلازما:
| مكون البلازما            | أسباب الاستخدام                                                                                                 |
| ------------------------ | --- |
| العامل الثامن            | هيموفيليا أ |
| العامل التاسع            | هيموفيليا ب |
| العامل العاشر            | عجز خلقي |
| العامل الثالث عشر        | عجز خلقي |
| مركب البروثرومبين المركز | جرعة زائدة من مضادة للتخثر العامل الثاني والعامل العاشر إذا لم يكن العامل العاشر موجود أمراض الكبد              |
|                          | المناعة الوقائية اضطرابات نقص المناعة بعض أنواع قلة الصفيحات المناعي متلازمة غيلان باريه اعتلال الأعصاب المتعدد |
| مضاد الثرومبين الثالث    | عجز خلقي التخثر المنتثر داخل الأوعية                                                                            |
| الفيبرينوجين             | عجز خلقي نزيف هائل و حاد                                                                                        |
| مثبط سي1                 | وذمة وعائية عصبية وراثية                                                                                        |
| الألبومين                | نقص ألبومين الدم استسقاء بطني استعادة حجم الدم لدى مرضى الرضوض والحروق والعمليات الجراحية                       |
| ألفا 1- أنتيتريبسين      | اضرابات وراثية انتفاخ الرئة ، داء الانسداد الرئوي المزمن ، التليف الكبدي                                        |

## معالجة البلازما
عندما تكون النتيجة الاخيرة لمعالجة البلازما هو مكون بلازما منقى للحقن أو نقل الدم، يجب أن يكون مكون البلازما نقيًا جدا. تم تطوير أول تقنية عملية واسعة النطاق لتجزئة بلازما الدم من قبل إدوين كون خلال الحرب العالمية الثانية. تُعرف باسم عملية كوهن (أو طريقة كوهن). تُعرف هذه العملية أيضًا باسم تجزئة الإيثانول البارد لأنها تتضمن تدريجيا زيادة في تركيز الإيثانول في المحلول عند 5 درجات مئوية و 3 درجات مئوية.  تستخدم عملية كوهن الاختلافات في خصائص بروتينات البلازما المختلفة، خصوصا، قابلية الذوبان العالية وانخفاض نقطة تساوي الكهربائية للألبومين. مع زيادة تركيز الإيثانول في المراحل من 0٪ إلى 40٪ ، يتم تقليل الرقم الهيدروجيني من متعادل (الرقم الهيدروجيني ~ 7) إلى حوالي 4.8، وهو قريبة من نقطة تساوي الكهربائية للألبومين. في كل مرحلة يتم ترسيب بروتينات معينة من المحلول وإزالتها. الراسب النهائي هو الألبومين المنقى. توجد العديد من الاختلافات في هذه العملية، مثل طريقة ملائمة بواسطة نيتشمان وكستلر تستخدم خطوات أقل وتستبدل الطرد المركزي والتجميد بالترشيح والرشح. 
تضيف بعض الطرق الحديثة لتنقية الألبومين خطوات تنقية إضافية إلى عملية كوهن واختلافاتها، في حين أن البعض الآخر يدمج كروماتوغرافيا أو التفريق اللوني، مع بعض الطرق كروماتوغرافيا تماما لا غير.  انبثقت معالجة الألبومين كبديل لعملية كوهن في أوائل الثمانينيات، ومع ذلك، لم يتم اعتمادها إلى درجة كبيرة حتى لاحقا بسبب عدم كفاية توافر معدات الكروماتوجرافيا على مجال واسع.
لمزيد من المعلومات، انظر الكروماتوغرافيا في معالجة الدم.

## البلازما للاستخدامات التحليلية
بالإضافة إلى الاستخدامات الطبية من بروتينات البلازما، فإن للبلازما العديد من الاستخدامات التحليلية. تحتوي البلازما على العديد من المؤشرات الحيوية التي يمكن أن تلعب دورًا في التشخيص الطبي للأمراض، ويعتبر فصل البلازما خطوة ضرورية في توسع بروتيوم البلازما البشري.

### البلازما في التشخيص الطبي
تحتوي البلازما على كثير من البروتينات التي يمكن استخدام العديد منها كمؤشرات حيوية، ويشير إلى وجود أمراض معينة في الفرد. حاليا، رحلان كهربائي هلامي ثنائي الأبعاد هو الطريقة الأساسية لاكتشاف المؤشرات الحيوية في البلازما. هذا يتضمن على فصل بروتينات البلازما على جل عن طريق استخدام الاختلافات في حجمها ونقطة تساوي التكهرب. قد تكون المؤشرات الحيوية للأمراض المحتملة موجودة في البلازما بتركيزات منخفضة للغاية، لذلك، يجب أن تخضع عينات البلازما لإجراءات التحضير للحصول على نتائج دقيقة للحصول عليها باستخدام رحلان كهربائي هلامي ثنائي الابعاد. تهدف إجراءات التحضير هذه إلى إزالة الملوثات التي قد تتداخل مع الكشف عن المؤشرات الحيوية، وتذويب البروتينات بحيث تكون قادرة على الخضوع لتحليل ثنائي الأبعاد الكهربائي، وإعداد البلازما مع أقل فقدان من البروتينات منخفضة التركيز، ولكن الإزالة المثلى للبروتينات المتاحة بكميات عالية.
يتجه مستقبل التشخيص المختبري نحو تقنية معمل على الرقاقة، والتي ستنقل المختبر إلى نقطة الرعاية السريرية. يتضمن هذا دمج جميع الخطوات في العملية التحليلية، من الإزالة الأولية للبلازما من الدم كامل إلى النتيجة التحليلية النهائية، على جهاز ميكروفلويديك صغير. وهذا له مزايا لأنه يقلل من الوقت المستغرق، ويسمح بالتحكم في المتغيرات عن طريق التشغيل الآلي، ويزيل خطوات الجهد والعمل الكثيف في عمليات التشخيص الحالية.

### توسع بروتيوم البلازما البشرية
قد يحتوي بروتيوم البلازما البشرية على آلاف البروتينات، ومع ذلك، فإن تحديدها يمثل تحديات بسبب النطاق الواسع من التركيزات الموجودة. قد توجد بعض البروتينات غير الوفيرة بكميات بيكوغرام «قيم اسية» (pg / mL)، بينما يمكن أن توجد بروتينات وفيرة عالية بكميات مليغرام (ملغم / مل). تغلبت العديد من الجهود لتوسع بروتيوم البلازما البشرية على هذه الصعوبة من خلال اقتران نوع من الكروماتوغرافيا السائلة عالية الأداء (HPLC) أو الكروماتوغرافيا السائلة ذات الطور العكسي (RPLC) مع كروماتوغرافيا تبادل الأيونات ذات الكفاءة العالية وقياس الكتلة الترادفي اللاحق لتحديد البروتين.  